# Teoria condizionalistica
La teoria condizionalistica, spesso indicata come teoria della "condicio sine qua non", è il cardine dell'imputazione dell'illecito nell'ambito della teoria generale del diritto.
Si sostiene pertanto che un fatto è causato da un'azione od omissione quando, eliminando mentalmente l'antecedente, viene meno il conseguente.
Il procedimento di eliminazione mentale, svolto a mezzo di un giudizio ipotetico controfattuale, è il mezzo tecnico attraverso cui si valuta la sussistenza del nesso condizionalistico.
In altri termini, se (ipotesi) si elimina mentalmente il fatto che si suppone essere stato "causa" (andando quindi "contro il fatto" per come esso si è verificato) si può ragionevolmente sostenere che l'effetto non si sarebbe potuto verificare, ne deriva che quel fatto antecedente è la causa dell'effetto conseguente.

## Nell'ordinamento giuridico italiano
Nell'ordinamento giuridico italiano, essa trova pieno riconoscimento nell'art. 40, I comma c.p. dove si legge che "nessuno può essere punito per un fatto preveduto dalla legge come reato, se l'evento dannoso o pericoloso, da cui dipende la esistenza del reato, non è conseguenza della sua azione od omissione".

## Testi normativi
- Codice penale italiano